# リュウキンカ
リュウキンカ（立金花、学名:Caltha palustris var. nipponica）は、キンポウゲ科リュウキンカ属の多年草。

## 特徴
根出葉は長い葉柄をもって束生し、葉身は心円形から腎円形で、長さ、幅とも3-10cmになり、縁には低い鈍鋸歯を持つ。茎は直立し、花茎の高さは15-50cmになる。茎は中空で、茎葉は茎の上部につき、根出葉に似るが小型になる。
花期は5-7月。茎の先端および葉腋から長い花柄を伸ばし、径2.5-3cmの黄色い花をつける。花弁はなく、花弁に見えるのは萼片で、ふつうは5枚だがときに6-7枚になる。雄蕊は多数あり、雌蕊は4-12個ある。果実は袋果となり、長さ1cmになる。根は白色でひげ根になる。
茎が直立し、黄金色の花をつけることから立金花と呼称されるようになった。属の学名となっているCalthaはラテン語で「強い匂いのある黄色い花」という意味を持つ。

## 分布と生育環境
日本では、北海道、本州、九州に分布し、アジアでは朝鮮や中国、東シベリアに分布する。山地の水辺から高層湿原にかけて生息し、ミズバショウと群生することもある。

## 利用
若芽は山菜として食用になるが、キンポウゲ科の例に漏れず有毒であり、多量に食すと下痢などの症状を起こす場合がある。

## 変種
- コバノリュウキンカ Caltha palustris L. var. pygmaea Makino
小型のもの。
- エンコウソウ Caltha palustris L. var. enkoso H.Hara
猿喉草 花後、長い花茎が倒れて地につき、節から発根する。本州、北海道、樺太、千島に分布する。
- エゾノリュウキンカ Caltha palustris L. var. barthei Hance
リュウキンカより大型。本州北部、北海道、樺太、千島、朝鮮北部、ウスリーに分布する。

## その他
熊本県球磨郡あさぎり町では町花とされ、町の天然記念物に指定されている。日本においては本町が自生の南限と言われている。
山野草として栽培されるヒメリュウキンカはヨーロッパ原産のキンポウゲ属で、痩果をつける。リュウキンカと混同されがちで、後者の名前を称して流通することがある。

## 関連画像
- 花弁に見えるのは萼片
長さ13-16mm
- リュウキンカ、白山にて
- リュウキンカとミズバショウ
白山釈迦岳にて
- リュウキンカの実